# Juiz auditor militar
Juiz federal da Justiça Militar é um magistrado ingresso na carreira mediante concurso público, atualmente um concurso a parte, responsável por conduzir as funções de ofício da Auditorias Militares, que são varas criminais com atribuição específica de atuar em processos de crimes militares, em 1º Grau da Justiça Militar brasileira. Quando se trata da função de processar propriamente dita, o juiz federal integra os Conselhos de Justiça, órgãos colegiados, formados, além dele, por quatro oficiais das Armas, chamados então de juízes militares.